# Sidneyia
Sidneyia – monogatunkowy rodzaj środkowokambryjskiego drapieżnego stawonoga znanego z łupków z Burgess.
Było to zwierzę stosunkowo duże, osiągające długość 5–13 cm. Jego ciało otoczone było cylindrycznym egzoszkieletem. Spośród przedstawicieli fauny łupków z Burgess Sidneyia była – obok Anomalocaris – jednym z największych drapieżników. Żyła przy dnie i polowała na małżoraczki, mięczaki, skorupiaki, a także na chronione twardym pancerzem trylobity, czego dowodzi skamieniała zawartość wnętrzności. Sidneyia jest najstarszym znanym zwierzęciem mogącym być przodkiem staroraków, jednak budowa ciała i brak szczękoczułków odróżnia ją od przedstawicieli tej grupy.
Sidneyia została odkryta pierwszego dnia wyprawy w Góry Skaliste prowadzonej przez Charlesa Walcotta. Jedyny gatunek rodzaju, Sidneyia inexpectans, został nazwany przez Walcotta na cześć jego starszego syna Sidneya, który pomógł mu odnaleźć i wydobyć okaz. Nazwa gatunku oznacza „odkrycie Sidneya”.